# ひよこ
ひよこ（雛）は、ニワトリのひな鳥のこと。なお「ひよこ」は、他の鳥（特にアヒル）のひな鳥の呼称としても用いられることもある。本項ではニワトリのひな鳥を中心に述べる。

## 特徴

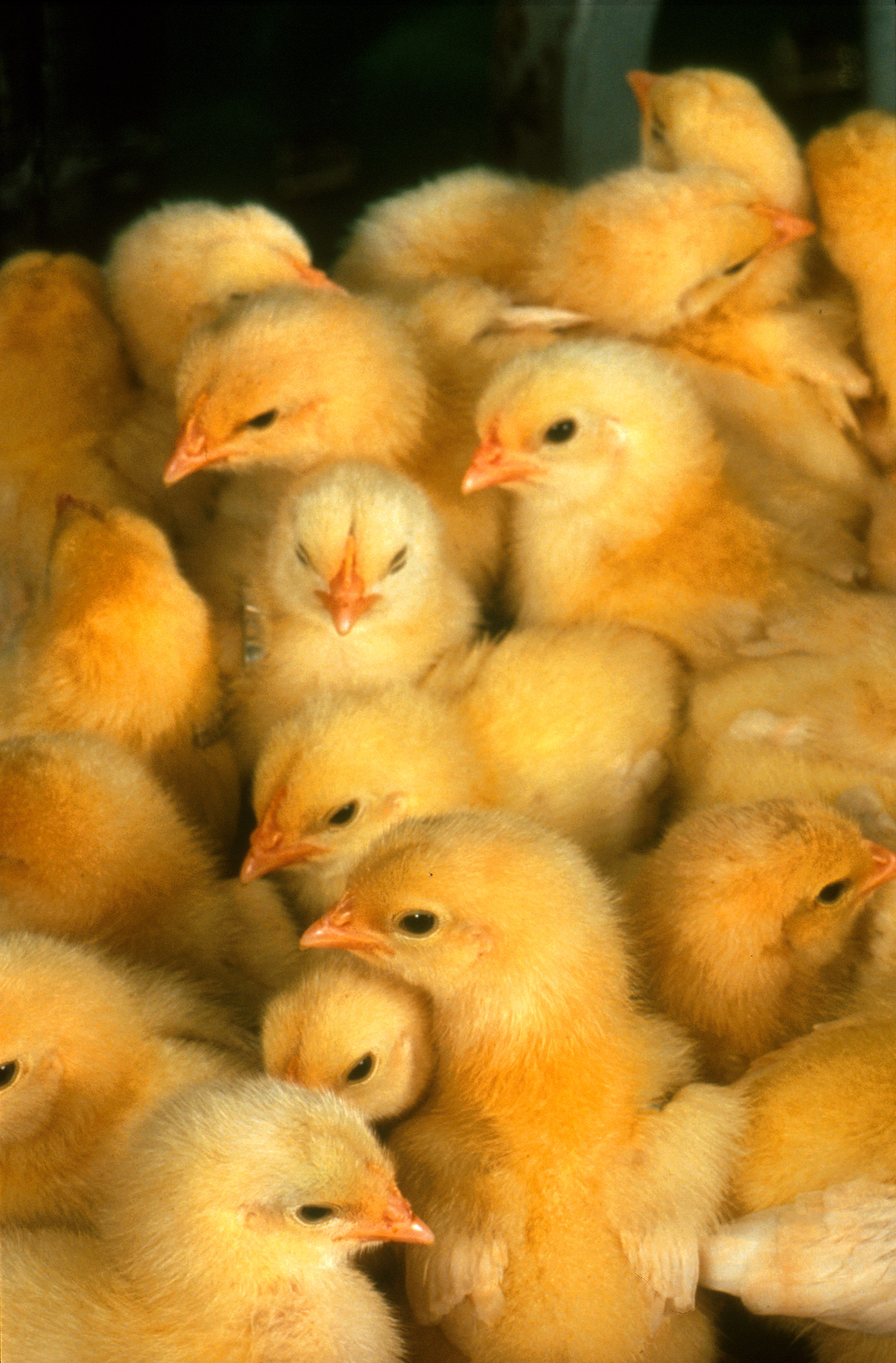
ひよこ

初生雛は全身が黄色の初生羽に被われ、孵化後48時間程度で大きく白い若羽が生え始める。また、初生雛は腹腔の卵黄を栄養源としているが、ふ化後48時間程度でほとんど消化吸収してしまう。ふ化直後から歩き出し、エサや水も自ら取ることができるが、体温調整機能は不十分である。そのため親鳥が育てる場合ではないときは人の手で管理する必要があり、農場などでは温度や湿度を調整できる幼雛（ようすう）鶏舎で飼育される。
矮鶏（チャボ）や烏骨鶏では卵を何個か産んだ後に抱卵する習性があるが、品種改良の進んだ現在の多くの鶏の品種では抱卵する習性が出ないように選抜・改良されている（抱卵すると卵を産まなくなるため。採卵用の鶏では抱卵＝年間産卵数の減少となってしまう）。そのため商業的に大量のひよこを孵化させる場合には、人工孵化が一般的に行われる。孵卵器で加温を始めてから（孵化に良い条件を整えると）通常は21日間で孵化する。卵から孵化する時に殻を内側から破る為に、ひよこのくちばしの先端には「卵歯」（らんし）と呼ばれる小さな突起があるが、これは数日すると取れてしまう。
ニワトリのひな鳥は、飼育管理上、幼雛期（ようすうき）、中雛期（ちゅうすうき）、大雛期（だいすうき）に分けられる。
幼雛期（ようすうき）は餌付けから28日齢（4週齢）までの時期をいい、この最初の4週間で体重はふ化時の約8倍になる。
中雛期（ちゅうすうき）は75日齢までの時期をいい、幼雛期から中雛期にかけて羽毛が生え変わる。
ニワトリを複数羽で飼育すると他のニワトリの尻を嘴でつつく現象が発生し、出血やストレスなどでその後の産卵にも悪影響を与える。この悪癖を抑えるため、ふ化後1週間頃に嘴の先端2分の1から3分の1を器具（デビーカー）で焼き切ってしまうデビークという作業を行う（この項目に掲載されているひよこ・ニワトリの写真は、いずれもデビークされていない画像である）。

## 飼育

### 育成
食肉用や採卵用として飼育され、養鶏場や孵卵場で孵卵器を使って人工孵化させることが行われている。このほか実験用に飼育されることもある。
先進国では家畜・家禽の成長段階に応じた栄養素摂取量（養分要求量）の飼養標準が発行されている（アメリカではNutrient Requirements of Laboratory Animals、日本では日本飼養標準‐家禽‐）。
餌付けから28日齢のころまでは専用の飼育箱で飼育されることが多い。この箱を育雛（いくすう）箱という。箱の中に保温用のヒヨコ電球やヒーターを設置し、飼料や給水器などを入れる。少数のひよこを育てる場合は適当な空き箱で代用可能であるが、保温用の器具は真夏以外は必須である。エサは、成鶏用では穀物の粒が大きすぎるため、「ひよこ用」として売られている細かい粉末状のエサの方が食べやすい。なお孵化直後は体内に栄養分がまだ残っているので、孵化後1、2日程度はエサを食べない。また現代では病気予防のため、ひよこのうちにワクチンを接種することも一般的に行われている。

### 鶏卵用の雄
鶏卵用の雄のひよこは産卵できないため、用途がほとんどなく殺処分されており、肥料・飼料の原料に用いられることもある
羽毛を染料で赤や青、緑などの様々な色に着色し、愛玩用のカラーひよことして、日本では縁日などで販売されていた。アメリカでは復活祭で子どもにプレゼントする家庭もあった。しかし、サルモネラ症の感染源となることや動物愛護などを理由に、アメリカの一部の州においては、ひよこの販売禁止・規制されている。
2009年に動物愛護団体「マーシー・フォー・アニマルズ」が、アメリカの孵化場で雄のひよこ数千羽が生きたままシュレッダーにかけられる盗撮映像を公開した。
2020年にフランスのディディエ・ギヨーム農相は、生きたままひよこを粉砕殺処分することを2021年末に禁止すると発表した。

## 画像

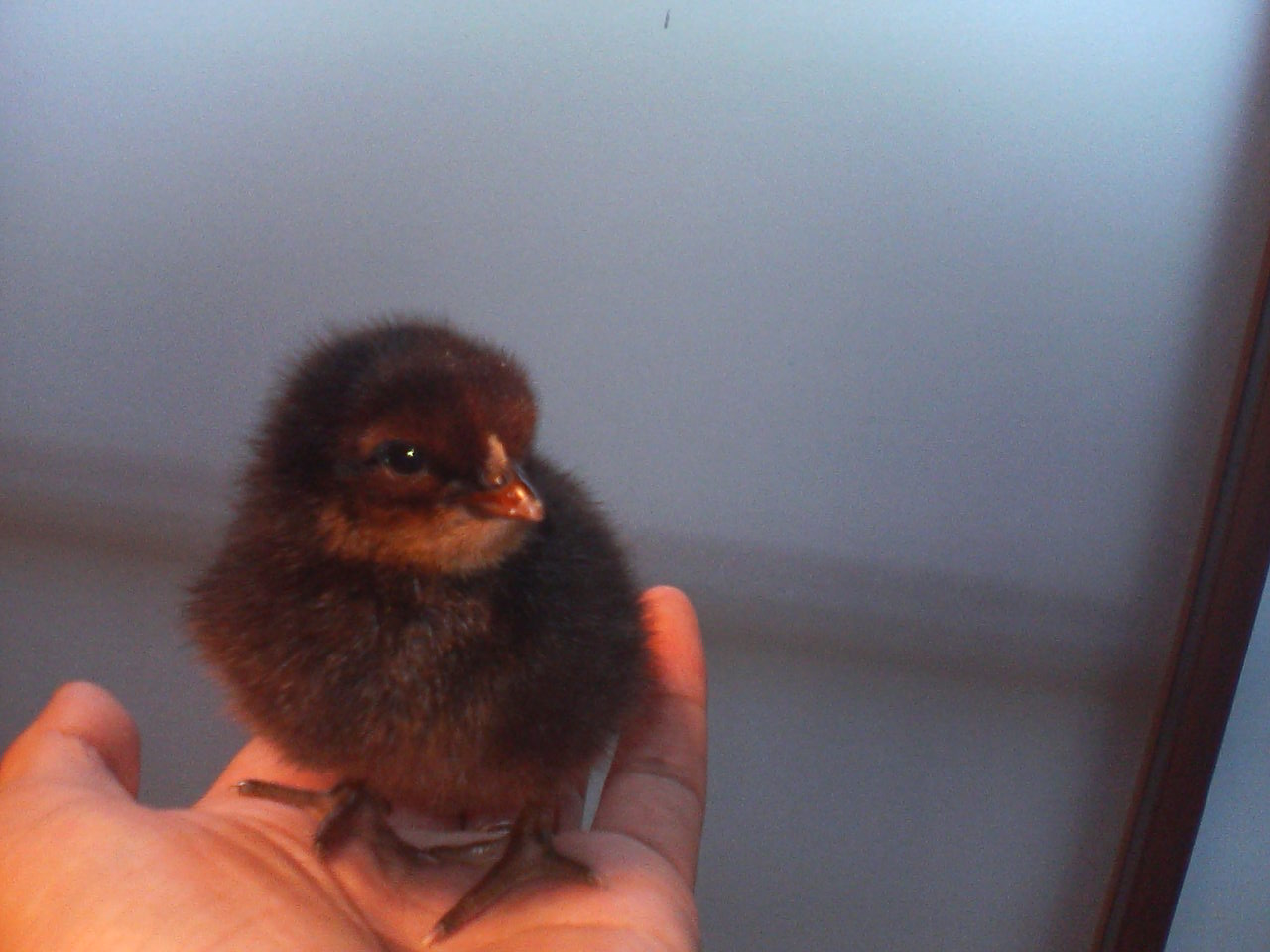
品種によっては黒いひよこも存在する。卵歯がまだ残っている（着色されたカラーひよこではない）。
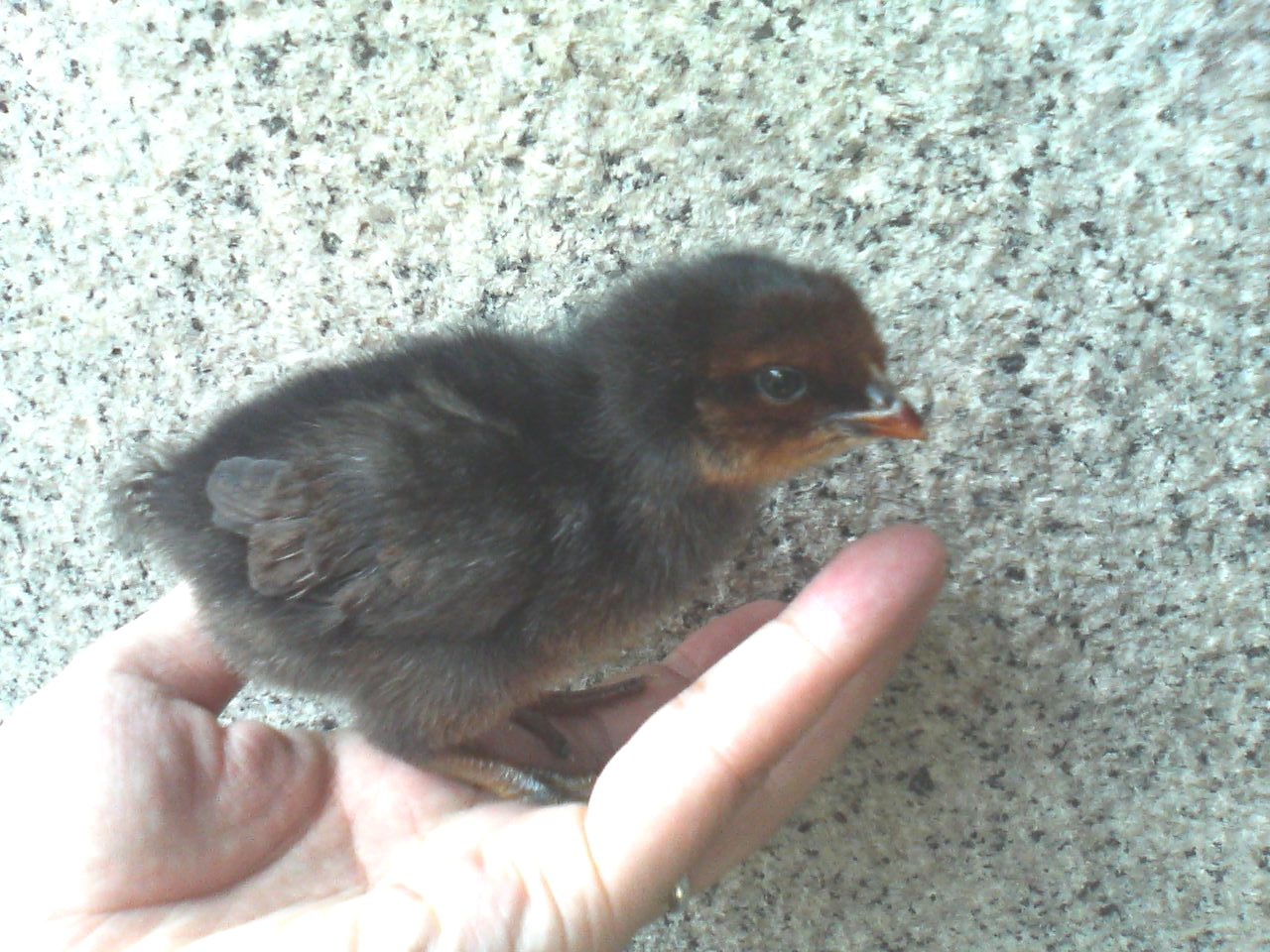
首の部分に茶色いラインの出るゴールデンネック種のひよこ。
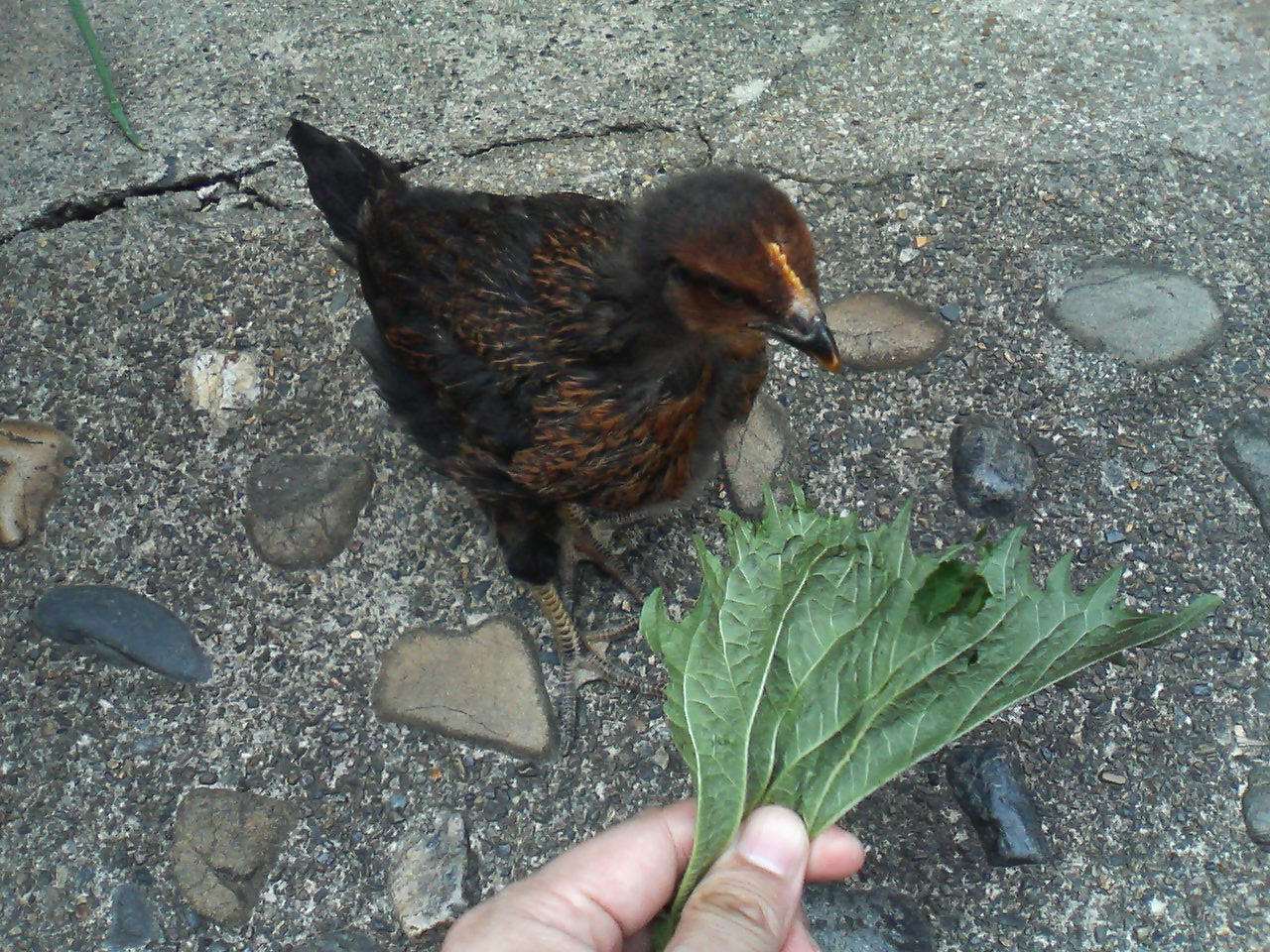
孵化して約1ヶ月の雌。小さいながら羽毛が伸びて鶏冠（とさか）も成長してきている。
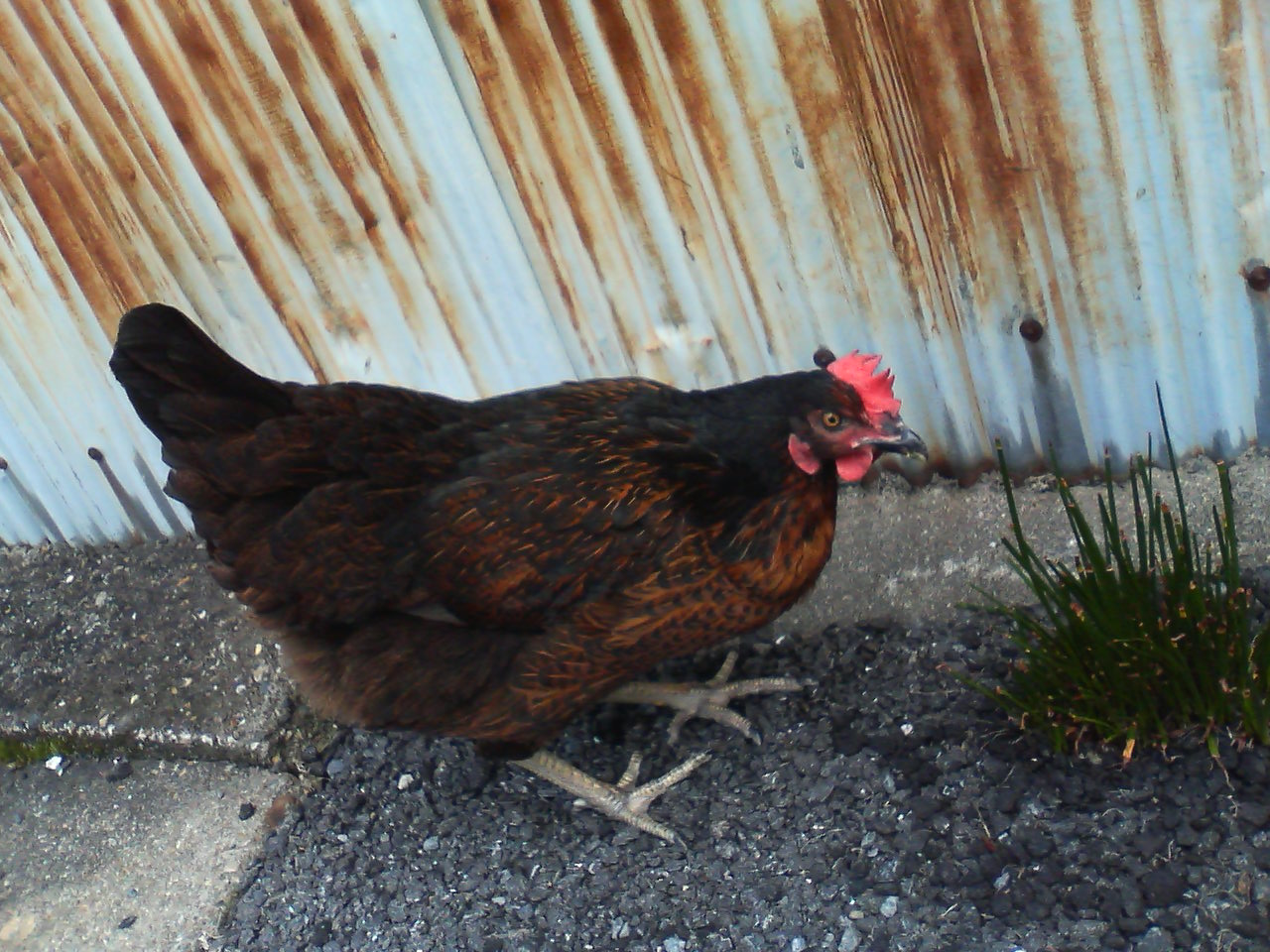
生まれてから4ヶ月半から半年程度で、ほぼ成鶏の大きさになる。

## 比喩
ひよこ（または「ひよっこ」）は、経験の浅く、少ない者の比喩にもつかわれる。

## ひよこをモチーフとした作品・商品

### 菓子
- ひよ子
- ぴよりん（名古屋駅構内で販売されているひよこの形をした生スイーツ）

### キャラクター
- アチャモ（『ポケットモンスター』シリーズ）
- エステー企業ロゴマーク[10]
- カリメロ（イタリア発祥のアニメキャラクター）[11]
- しゃきぴよ（サンリオ『ぐでたま』）[12]
- ぴっぴぃ（ドラマ『ビッ友×戦士 キラメキパワーズ!』）
- ヒゲぴよ（漫画『ヒゲぴよ』）
- ひよこ（JR東海・TOICAマスコットキャラクター）[13]
- ひよこぐも（NHK音楽番組『みんなのうた』）
- ひよこちゃん（日清食品『チキンラーメン』）
- ぴよだまり（てててん）
- ひよちゃん（ベネッセコーポレーション『たまひよ』）[14]
- ピーヨン（テレビアニメ『はなかっぱ』）[15]
- もふピヨ（LINEスタンプ）[16]